# Ray Ruffels
Raymond Owen Ruffels (Sydney, 23 marzo 1946) è un ex tennista australiano.

## Carriera
Tennista specializzato nel doppio, ottiene in questa disciplina i suoi risultati migliori. Riesce a vincere sedici titoli nel doppio maschile tra cui spicca il trionfo agli Australian Open del dicembre 1977. Anche nel doppio misto si fa notare raggiungendo due finali Slam senza riuscire a conquistare il titolo.
In Coppa Davis ha giocato dieci match con la squadra australiana vincendone cinque.

## Statistiche

### Singolare

#### Vittorie (1)
| Numero | Data | Torneo                    | Superficie | Avversario in finale | Punteggio               |
| 1.     | 1976 | West Coast Classic, Perth | Cemento    | Phil Dent            | 6–0, 4–6, 2–6, 6–3, 6–2 |

### Doppio

#### Vittorie (16)
| Numero | Data | Torneo                                        | Superficie  | Compagno         | Avversari in finale            | Punteggio               |
| 1.     | 1970 | Pennsylvania Lawn Tennis Championship, Merion | Cemento     | Bill Bowrey      | Jim McManus Jim Osborne        | 3–6, 6–2, 7–5           |
| 2.     | 1970 | Phoenix Open, Phoenix                         | Cemento     | Dick Crealy      | Jan Kodeš Charlie Pasarell     | 7–6, 6–3                |
| 3.     | 1970 | ATP Buenos Aires, Buenos Aires                | Terra rossa | Bob Carmichael   | Željko Franulović Jan Kodeš    | 7–5, 6–2, 5–7, 6–7, 6–3 |
| 4.     | 1971 | Heineken Open, Auckland                       | Cemento     | Bob Carmichael   | Brian Fairlie Raymond Moore    | 6–3, 6–7, 6–4, 4–6, 6–3 |
| 5.     | 1972 | Toronto Indoor, Toronto                       | Sintetico   | Bob Carmichael   | Roy Emerson Rod Laver          | 6–4, 4–6, 6–4           |
| 6.     | 1972 | Quebec WCT, Québec                            | Cemento     | Bob Carmichael   | John Alexander Terry Addison   | 4–6, 6–3, 7–5           |
| 7.     | 1975 | Heineken Open, Auckland                       | Erba        | Bob Carmichael   | Brian Fairlie Onny Parun       | 7–6, Rit.               |
| 8.     | 1975 | Baltimore WCT, Baltimora                      | Sintetico   | Dick Crealy      | Ismail El Shafei Frew McMillan | 6–4, 6–3                |
| 9.     | 1975 | Dayton Open, Dayton                           | Sintetico   | Allan Stone      | Paul Gerken Brian Gottfried    | 7–6, 7–5                |
| 10.    | 1975 | St. Louis WCT, St. Louis                      | Terra rossa | Colin Dibley     | Ross Case Geoff Masters        | 6–4, 6–4                |
| 11.    | 1976 | Dayton Open, Dayton                           | Sintetico   | Sherwood Stewart | Jaime Fillol Charlie Pasarell  | 6–2, 3–6, 7–5           |
| 12.    | 1976 | Little Rock Open, Little Rock                 | Sintetico   | Syd Ball         | Giuliano Pecci Haroon Rahim    | 6–3, 6–7, 6–3           |
| 13.    | 1976 | U.S. Pro Tennis Championships, Boston         | Terra rossa | Allan Stone      | Mike Cahill John Whitlinger    | 3–6, 6–3, 7–6           |
| 14.    | 1976 | Indian Open, Bangalore                        | Terra rossa | Bob Carmichael   | Chiraid Mukherjea Bhanu Nunna  | 6–2, 7–6                |
| 15.    | 1977 | Western Australian Open, Perth                | Cemento     | Allan Stone      | Nick Saviano John Whitlinger   | 6–2, 6–1                |
| 16.    | 1977 | Australian Open, Melbourne                    | Erba        | Allan Stone      | John Alexander Phil Dent       | 7–6, 7–6                |